# Hatsan Escort

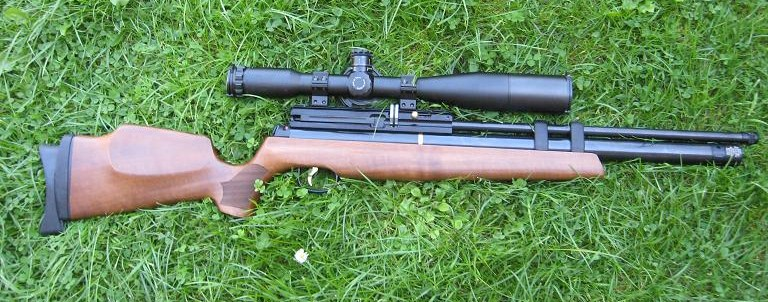
Carabina ad aria compressa Hatsan AT44

L'Hatsan è un'impresa con sede in Turchia che produce armi da fuoco e ad aria compressa. Esporta i suoi prodotti in oltre 90 paesi.

## Prodotti
Uno dei prodotti della casa turca, è il fucile a canna liscia della serie Escort con cartuccia 12/76, fabbricato in molte varianti, sia con funzione di caricamento a pompa e semiautomatico. Le armi hanno canne lavorate per sopportare qualsiasi cartuccia Magnum, calciature intercambiabili a seconda degli usi e svariati accessori di mira.